# Dignathia
Dignathia  Stapf é um género botânico pertencente à família Poaceae, subfamília Chloridoideae, tribo Cynodonteae.
As espécies desse gênero ocorrem na África e Ásia.

## Espécies
- Dignathia aristata Cope
- Dignathia ciliata C.E. Hubb.
- Dignathia gracilis Stapf
- Dignathia hirtella Stapf
- Dignathia pilosa (C.E. Hubb.) C.E. Hubb.
- Dignathia villosa C.E. Hubb.